# Pierre Blois
Pour les articles homonymes, voir Blois (homonymie).
Pierre Blois, né le 7 juillet 1927 à Paris 6e et mort le 31 mars 2018 à Tréguier (Côtes-d'Armor), est un ancien gymnaste et un enseignant d’éducation physique et sportive français, professeur à l'École normale supérieure d'éducation physique de 1959 à 1974, qui a largement contribué au développement national et mondial du trampoline et du tumbling dont il est le premier directeur technique national français entre 1974 et 1988.

## Biographie
Pierre Blois commence la pratique de la gymnastique à La Saint-Mandéenne à l'âge de 10 ans. Il rejoint, pendant l'Occupation, l'Union sportive métropolitaine des transports (US Métro) avant de revenir ensuite à son club d'origine. Après des études secondaires dans les lycées d'Arsonval (1940-1943) puis Marcellin-Berthelot (1943-1944) de Saint-Maur-des-Fossés associées à une pratique gymnique de haut-niveau, Pierre Blois choisit la carrière d’enseignant d’éducation physique et sportive. Après une première année d'études supérieures à l'Institut régional d'éducation physique (IREP) de Paris il intègre l’École normale supérieure d’éducation physique (ENSEP) en 1946 dont il sort professeur certifié en 1948. Nommé pour son premier poste au lycée de Châlons-sur-Marne il obtient ensuite sa mutation pour le lycée Édouard-Branly de Nogent-sur-Marne où il reste jusqu’en 1959. Animant la section gymnique de l’association sportive il est alors membre de la commission technique régionale de la Fédération française de gymnastique (FFG). Il meurt le 31 mars 2018.

### L'École normale supérieure d’éducation physique et la recherche
Nommé sur la chaire de gymnastique à l’ENSEP à la rentrée 1959, Pierre Blois se consacre d’entrée pleinement à sa tâche de formateur de l’enseignement supérieur et initie avec quelques étudiants une véritable recherche technique fondée sur la mécanique afin d’améliorer l’enseignement de cette discipline complexe. Il centralise l’ensemble de la documentation disponible à l’étranger et en particulier en Allemagne où l'on se préoccupe déjà d’identifier des similitudes entre les exercices aux divers agrès. En France, à l'IREP de Nancy, Hubert Noël a déjà produit un intéressant travail dans ce domaine qui demande cependant à être encore affiné sur le plan théorique. L’Institut national des sports (INS) a traduit et publié les cours de biomécanique de la Deutsche Sporthochschule de Leipzig qui font référence ; l’athlétisme et la natation bénéficient aussi d’ouvrages aux références indiscutables, dus respectivement à Geoffrey Dyson et James Counsilmann.
Munir la gymnastique d'un outil comparable est un projet séduisant et pour ce faire il s’assure la collaboration d’un ingénieur en mécanique et peu de temps après obtient de la revue EPS une caméra à très grande vitesse pour faciliter l’analyse cinématique des gestes. Celle-ci lui permet d’être le seul à filmer le saut record de Bob Beamon lors des Jeux olympiques de Mexico et il est vite sollicité pour contribuer à l'illustration chronophotographique de divers ouvrages. Un véritable laboratoire voit le jour et il y réunit régulièrement le soir en semaine un cercle d’études de l’ENSEPS composé d’élèves et de jeunes collègues. Cependant l’enseignement reste bien la finalité des travaux théoriques sur la technique et il y promeut aussi l’enseignement programmé par objectifs qu'il a découvert auprès des techniciens américains plusieurs années avant que celui-ci ne pénètre en France par d’autres canaux. Jamais satisfait des résultats obtenus et trop mobilisé par l’action concrète immédiate, il n’en tire aucune publication d'envergure hormis de brefs articles de vulgarisation ponctuels lorsqu'il est absolument sûr de ses affirmations. Depuis ses élèves ont donné des prolongements théoriques à ses travaux.

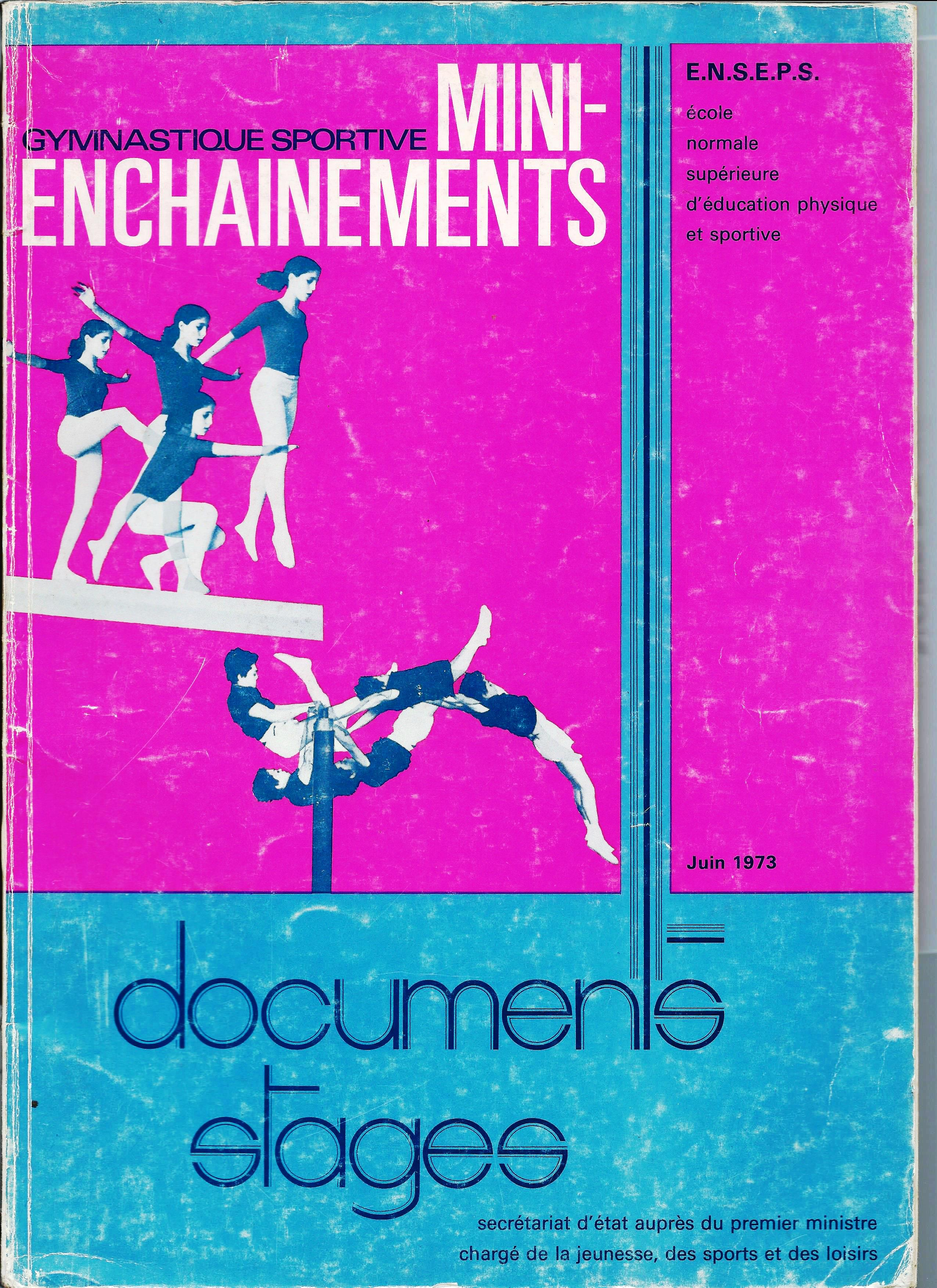
Les Mini-enchaînements

Lorsqu’en 1967 l’apparition de nouvelles instructions officielles — qui font large part à l’enseignement de la gymnastique — pose des problèmes d’application, l'Inspection pédagogique générale de Jeunesse et Sports le charge de répondre aux demandes. À partir de son cercle d’études il lance une réflexion nationale. Deux stages successifs regroupant 80 enseignants spécialistes pendant une semaine aboutissent à la publication, en 1973, d’un important ouvrage collectif d’enseignement programmé préfacé par le doyen de l'inspection générale : les Mini-enchaînements. Pierre Blois y valorise son équipe — un des traits de son caractère — en laissant à son jeune collègue Pierre Leblanc le soin d’en présenter la partie théorique. Les Mini-enchaînements connaissent un début d’application à travers la formation continue des enseignants d’éducation physique et sportive (EPS) puis se heurtent à l’hostilité d’une nouvelle direction syndicale qui entend promouvoir d’autres options pédagogiques. Pierre Blois, déjà fort engagé dans les structures du trampoline au niveau de l’enseignement de la discipline, quitte alors le domaine de l’éducation physique pour celui du sport de haut-niveau où il met en œuvre sa réflexion pédagogique.

### Le trampoline et le tumbling français

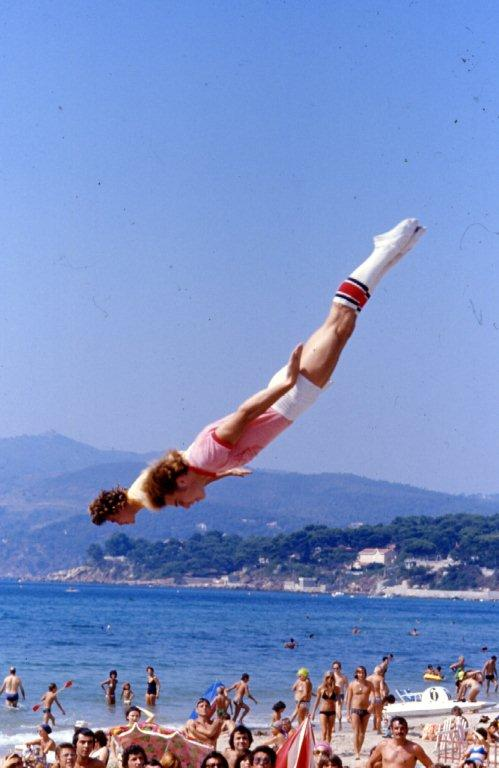
Trampoline à La Ciotat : démonstration synchronisée

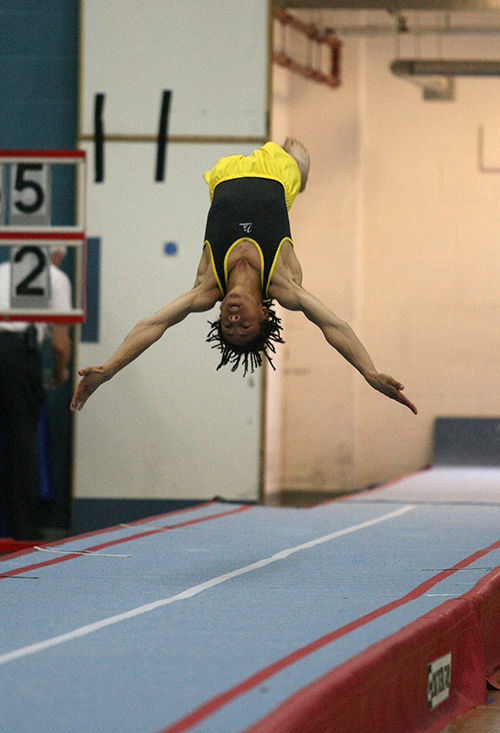
Jordan Ramos : salto-tempo au tumbling

Pierre Blois entre en 1959 comme enseignant à l’ENSEP le jour-même où l'on y livre le premier trampoline commandé l’année précédente à l'occasion d’une tournée de Kurt Baechler pour promouvoir le matériel Nissen en France : un fait divers qui s’avère déterminant à moyen terme. En 1961 il rencontre Bernard Ammon, futur président-fondateur de la Fédération française des sports au trampoline (FFST) en 1965 et Kurt Baechler, futur président technique de la Fédération internationale de trampoline (FIT) à l’occasion d’un stage d’information à l'Office fédéral du sport de Macolin organisé par l’entreprise Nissen. C'est à partir de cette date qu'il commence à initier des étudiants de l’ENSEP à la pratique du trampoline.
En 1966 la FFST le charge de la formation de ses cadres et dès l’année suivante il organise un cours de formation à l’ENSEP tous les dimanches matin ainsi qu’un premier stage à la Toussaint au centre régional d'éducation physique et sportive (CREPS) de Poitiers. Il ne tarde pas utiliser la revue EPS pour élargir la diffusion de l'information relative à cette nouvelle discipline et le stage, qui se déroule ensuite chaque année, est à l’origine de la majorité des cadres fédéraux. Il y développe une méthode d’enseignement originale conforme à la théorie de l’enseignement programmé : le part-system qui devient le barani-out-system pour le haut-niveau. En 1969 il organise les premiers championnats d’Europe à Neuilly-sur-Seine et obtient l’année suivante le brevet de juge international à Bâle.
Nommé directeur technique national (DTN) de la FFST en 1974, il choisit Michel Rouquette comme entraîneur national et la même année Richard Tison est champion du Monde. En 1981, 1983, 1984, 1985 il organise successivement à Dinard, aux Arcs (73) et à Tignes un séminaire international pour toutes les fédérations concernées par l’acrobatie. Les exposés de scientifiques y côtoient les démonstrations des champions du monde présents. À l’occasion de l'Acrotramp de Dinard la France découvre le tumbling avec les américains Steeve Eliot, Jerry Hardy et le polonais Andrzej Gartska. Sept ans plus tard la France y obtient ses premiers titres de champion du monde avec Pascal Éouzan et Chrystel Robert. Entretemps Lionel Pioline s’empare du titre de champion du monde de trampoline en 1984 à Osaka. Pierre Blois prend sa retraite en 1988 sans pour autant renoncer à ses responsabilités internationales ni à ses autres engagement vis-à-vis de la FFST jusqu'à sa fusion avec la FFG en 1996 qui signe sa véritable retraite.

### Responsabilités internationales
En 1972, alors que Bernard Ammon est élu au comité directeur de la FIT, il entre à la commission technique internationale et à partir de cette date juge tous les championnats d’Europe et du Monde dont il est l'inamovible juge arbitre pendant 20 ans, de 1978 à 1998. À ce titre il est l'auteur des règlements de compétition et des cours de formation de juges internationaux. On lui doit la mise en place du système électronique d'évaluation du manque de synchronisation dans les épreuves en simultané, permettant également la mesure des temps d'appui et de suspension pour une évaluation précise de la poussée dans la toile, des baisses d'amplitude et d'en déterminer les causes : erreur de liaisons ou signe de fatigue.
Responsable du développement du tumbling à la FIT et élu à la commission technique de la Fédération internationale de sports acrobatiques (FISA) —  qui ne pratique que le tumbling et l'acrosport — il se trouve chargé à partir de 1986 de l'harmonisation des règlements des deux fédérations. Ainsi il introduit à la FIT des séries à thèmes comme à la FISA et à la FISA le code de pointage de la FIT. En 1996 ces deux fédérations décident de fusionner avec la Fédération internationale de gymnastique (FIG) impliquant au niveau français la fusion de la FFST avec la FFG. Depuis celle-ci la réglementation mise en place par Pierre Blois inspire la réglementation de toutes les épreuves de gymnastique. Cette fusion qui ouvre au trampoline l’accès aux Jeux olympiques entraîne le retrait définitif de Pierre Blois qui est alors nommé membre honoraire de la FIG.

## Résultats et notoriété
Pierre Blois a contribué à 36 médailles d'or attribuées à la France dans les compétitions de la FIT.

### Championnats du monde
- : 7 titres en trampoline : 4 individuels avec Richard Tison (1974 et 1976) et Lionel Pioline (1984 et 1986), 2  par équipe (1982 et 1996) et 1 en synchronisé (1998)[14] ;
- : 11 titres en tumbling : 6 individuels avec Pascal Éouzan (1988 et 1990) et Chrystel Robert (1990, 1992, 1994, 1996) et 5 par équipe (masculins en 1990, féminines en 1990, 1992, 1994, 1996)[15].

### Coupe du monde
- : 2 premières places : Pascal Eouzan (1987) et Chrystel Robert (1993).

### Championnats d'Europe
- : 4 titres en trampoline : 3 individuels (1973-1993-1997) et 1 en synchronisé (1997) ;
- : 12 titres en tumbling : 7 individuels et 5 pour l'équipe féminine. Entre 1985 et 1996 le podium féminin individuel est parfois totalement français.

Il convient d'y ajouter celles obtenues en IFSA :
- : 2 titres mondiaux : Pascal Eouzan en 1989 et Chrystel Robert en 1992
- : 1 titre européen : Chrystel Robert en 1991

ce qui porte à 39 les médailles d'or conquises par la FFTSA sous sa direction technique.

### Distinctions
En dépit de ce palmarès, Pierre Blois n'est titulaire que de :
- Médaille de la jeunesse, des sports et de l'engagement associatif, or et
- Chevalier de l'ordre des Palmes académiques.